# Елена Радева-Петрова
Елена Григорова Радева-Петрова е българска учителка и общественичка.

## Биография
Родена е през 1874 г. в Тулча. Завършва със златен медал Киевската (т.нар.Фундуклеева) гимназия. В периода 1894 – 1897 г. учи и завършва женското висше педагогическо училище L'École normale supérieure de Fontenay-aux-Roses, Франция. От 1897 до 1899 г. работи като учителка по педагогика в Първа софийска девическа гимназия. Напуска след омъжването си за хирурга доктор Асен Петров. Избирана е в Настоятелството на гимназията, в ръководството на Добруджанския женски съюз. Тя е инициаторка, заедно с доктор Рада Давидова, за създаването на първата професионална организация на женския интелектуален елит – Дружеството на българките с висше образование, на което е председателка в периода 1924 – 1926 г. Умира през 1926 г. Нейна дъщеря е преводачка и публицистка Милка Петрова-Коралова.